# Шерготти (метеорит)
Метеорит Шерготти — метеорит весом около 5 кг, упавший на Землю вблизи населенного пункта Shergotty (в настоящее время Sherghati) в Индии 25 августа 1865 года. Является первым примером марсианских метеоритов из подгруппы шерготтитов. Так впоследствии стали называть схожие с ним метеориты, состоящие из базальтовых пород. Вместе с наклитами и шассиньитами шерготтиты принадлежат к классу SNC-метеоритов, которые имеют марсианское происхождение.
Метеорит Шерготти относительно молод по галактическим меркам — ему около 175 миллионов лет. Предположительно он был выбит из Марса после падения крупного метеорита в вулканический район Марса одновременно с другими такими же базальтовыми шерготтитами, как Загами и QUE 94201. Тимоти Гроув из Массачусетского Технологического Института и Харри МакСвин из Университета Теннеси, которые изучали марсианский метеорит, обнаружили, что для кристаллизации минералов, содержащихся в метеорите, понадобилось бы по меньшей мере 2 % воды в магме. Кроме того, наличие определённых элементов в метеорите доказывает относительно высокое содержание воды в некоторый период времени. По словам Тимоти Гроува для воспроизведения уникального химического состава этих минералов обязательно требуется наличие воды. Работа учёных была частично поддержана НАСА.